# DHL
DHL је немачка логистчка фирма, део Немачке поште (Deutsche Post). Компанија испоручује преко 1,5 милијарди пакета годишње.
Компанија је основана у Сан Франциску, САД, 1969. године и проширила је своје услуге широм света до касних 1970-их. Године 1979. под именом DHL Air Cargo, компанија је ушла на Хаваје са међуострвском карго услугом користећи два DC-3 и четири DC-6 авиона. Адриан Дeлси и Лери Хилблом су лично надгледали свакодневне операције све до банкрота компаније 1983. На свом врхунцу, DHL Air Cargo је запошљавао нешто више од 100 радника, менаџера и пилота.
Компанија је била првенствено заинтересована за офшор и интерконтиненталне испоруке, али је успех FedEx-а подстакао њихову сопствену експанзију унутар САД почевши од 1983.
Године 1998. Deutsche Post је почео да купује акције у DHL-а. Досегла је контролни интерес 2001. године и стекла је све  отворене акције до децембра 2002. Компанија је тада апсорбовала DHL у своје експрес одељење, док је проширила употребу бренда DHL на друге дивизије, пословне јединице и подружнице Deutsche Post-а. Данас DHL Express дели свој DHL бренд са пословним јединицама као што су DHL Global Forwarding и DHL Supply Chair. Стекао је упориште у Сједињеним Државама када је купио Airborne Express.